# Кекте
Кекте (њем. Köckte) општина је у њемачкој савезној држави Саксонија-Анхалт. Једно је од 40 општинских средишта округа Алтмарк Салцведел. Према процјени из 2010. у општини је живјело 432 становника. Посједује регионалну шифру (AGS) 15081285.

## Географски и демографски подаци
Кекте се налази у савезној држави Саксонија-Анхалт у округу Алтмарк Салцведел. Општина се налази на надморској висини од 58 метара. Површина општине износи 17,6 km². У самом мјесту је, према процјени из 2010. године, живјело 432 становника. Просјечна густина становништва износи 24 становника/km².